# Conrad Scheibner
Conrad-Robin Scheibner, född 7 maj 1996 i Berlin, är en tysk kanotist. Han tävlar för SC Berlin-Grünau.

## Karriär
Scheibner började paddla 2004. Han slutade på 4:e plats i C2 1000 meter vid junior-VM 2014. 2015 slutade Scheibner på 4:e plats i C4 500 meter och på 9:e plats i C2 1000 meter vid U23-VM. 2016 slutade han på 4:e plats i C2 1000 meter och på 5:e plats i C4 500 meter vid U23-VM.
Vid VM i Račice 2017 tog Scheibner guld tillsammans med Sebastian Brendel, Stefan Kiraj och Jan Vandrey i C-4 1000 meter. De tog under året även silver i samma gren vid EM i Plovdiv. 2018 slutade han på 4:e plats i C-4 500 meter vid VM i Montemor-o-Velho 2018. Under 2018 tog Scheibner även dubbla guld vid U23-EM i Plovdiv i grenarna C-1 1000 meter och C-2 500 meter. 2019 tog han silver i C-4 500 meter vid VM i Szeged. Scheibner tog under året även dubbla guld vid U23-VM; i grenarna  C1 1000 meter och C2 1000 meter.
Vid olympiska sommarspelen 2020 i Tokyo slutade Scheibner på 6:e plats i C-1 1000 meter. Vid EM i Poznań 2021 tog han silver i C-1 1000 meter och brons i C-1 500 meter. Scheibner tog under samma år dubbla guld vid VM i Köpenhamn i C-1 1000 meter och C-1 500 meter.